# Christina Horn
 Christina Horn (* 1945) ist eine deutsche Schauspielerin.
Eine erste bekannte Rolle im Fernsehen hatte sie in der beliebten Kriminalserie „Direktion City“, in der der Alltag der Westberliner Polizei dargestellt wurde.
Sie ist bekannt aus der sechsteiligen Weihnachtsserie Ron und Tanja, in welcher sie die Hauptrolle der Ursel Schilling spielte. Des Weiteren verkörperte sie mehrere Rollen in Günter Pfitzmanns Unterhaltungsreihe Berliner Weiße mit Schuß, die im ZDF lief. Weitere Auftritte folgten mit Gastrollen in Serien wie Detektivbüro Roth, Vera und Babs oder Der Hausgeist sowie in Filmen wie Der Geschichtenerzähler.
Für Whopper Punch 777 (1986) schrieb sie Dialoge.

## Filmografie
- 1977: Direktion City (Fernsehserie) (Eliane)
- 1977: Endstation Paradies
- 1982: Glück im Spiel – Blech in der Liebe (Kurz-Spielfilm)
- 1983: Die flambierte Frau (im Abspann als Christiane Horn)
- 1986: Detektivbüro Roth (Fernsehserie): Oma ihr klein Häuschen
- 1986: Berliner Weiße mit Schuß
- 1986: Hals über Kopf (Fernsehserie)
- 1988: Berliner Weiße mit Schuß (im Abspann als Christine Horn)
- 1989: Der Geschichtenerzähler (Frau Jensen)
- 1990: Ron und Tanja (Ursel Schilling)
- 1990: Vera und Babs (Fernsehserie)
- 1990: Stocker und Stein (Fernsehserie)
- 1991: Der Hausgeist (Fernsehserie): Nacht der einsamen Herzen (Ilse Winterlieb)
- 1991: Bye Bye Columbus (TV)